# Lichtzwaard
Een lichtzwaard (of lightsaber) is een fictief wapen uit de filmserie Star Wars. Lichtzwaarden zijn sciencefictionversies van zwaarden, waarbij het metaal van de kling is vervangen door een gloeiende lichtstaaf gemaakt van energie. Dit is gedaan om zo een flitsendere variant van het traditionele zwaardvechten te creëren. Lichtzwaarden zijn de primaire wapens van de Jedi, en hun duistere tegenhangers, de Sith.
Met de huidige stand van natuurkunde en techniek is dit type wapen (nog) niet te bouwen. Het uiterlijk van het wapen suggereert toepassing van de laser, plasmafysica en elektromagnetische velden.

## Uiterlijk en kenmerken
Een standaardtype lichtzwaard bestaat uit een metalen handgreep van 25 tot 30 cm lang. Op die handgreep zelf zitten verschillende knoppen en regelaars. Een activeringsknop, om de kling van het lichtzwaard te activeren, een brandpuntregelaar die de lengte van de kling regelt en eventueel zit er ook nog een regelaar op die de intensiteit van het zwaard regelt (een lichtzwaard met een hogere intensiteit is dunner).
De kling van een lichtzwaard is een bundel pure energie, die wordt gewonnen uit kristallen die in de handgreep gemonteerd worden. De aard van de kristallen bepaalt ook de kleur ervan. De energie van een lichtzwaard is sterk genoeg om lasers af te ketsen en door vrijwel elk materiaal heen te snijden.
Het gewone lichtzwaard heeft een zwart met grijs handvat, met daarop een rode knop. Als de gebruiker op deze knop drukt, komt de kling er traag uit. Kenmerkend is vooral het lichte gezoem dat hierbij te horen is. De bron voor dit geluid was in de eerste film het gezoem van een oude filmprojector, wat werd ontwikkeld door Ben Burtt. Nu wordt dit geluid vanzelfsprekend volledig digitaal gemaakt.

## Variaties op het standaardtype
Naast het standaard lichtzwaard bestaan ook een aantal andere versies:
Tweezijdig lichtzwaardDit type werd onder andere gebruikt door Darth Maul. Dit type lichtzwaard heeft een extra lang handvat waaruit aan beide kanten een energiestraal tevoorschijn kan komen. Deze stralen kunnen los van elkaar worden geactiveerd. Indien maar 1 straal geactiveerd is dient dit wapen als een standaard lichtzwaard. Indien ze beide tegelijk aan zijn kan de gebruiker het zwaard hanteren als een gevechtsstok. Deze dubbele lichtzwaarden zijn echter géén kenmerk van de Duistere Kant (Dark Side), daar deze veel gebruikt werden door Jedi's in de Oude Republiek.
Krom handvatHet zwaard van Darth Tyranus (Graaf Dooku) had een krom handvat. Het krom handvat was om beter form ll uit te oefenen. Ook Asajj Ventress gebruikt dit type zwaard maar dan twee in plaats van één en ze kan op de momenten wanneer het haar uitkomt die lichtzwaarden aan elkaar bevestigen, waardoor die lichtzwaarden in een dubbel lichtzwaard veranderen.
Dual SabersTwee lichtzwaarden die altijd tegelijkertijd gebruikt worden. Deze komen vooral voor in de spellen van LucasArts. In Episode II gebruikt Anakin Skywalker ook even twee lichtzwaarden tegelijk tegen Darth Tyranus. (Episode III opnieuw, maar hij gebruikt alleen deze combinatie bij het doden van Darth Tyranus.)
ShotoEen lichtzwaard met een extra kort handvat en energiestraal. Staat ook wel bekend als een "lichtdolk". Dit type zwaard dient vaak als secundair wapen. Maris Brood heeft twee van dit type lichtzwaarden. Ook Ahsoka Tano krijgt deze tegen het eind van de serie The Clone Wars.
ElectrumEen lichtzwaard met een handvat gemaakt van elektrum.
LichtzweepEen wapen uitgevonden door de Sith Githany. Dit is een lichtzwaard met als krachtbron een Kairburr-kristal. De energiestraal van dit type lichtzwaard is erg flexibel, waardoor het wapen als een zweep kan worden gebruikt.

## Kleuren

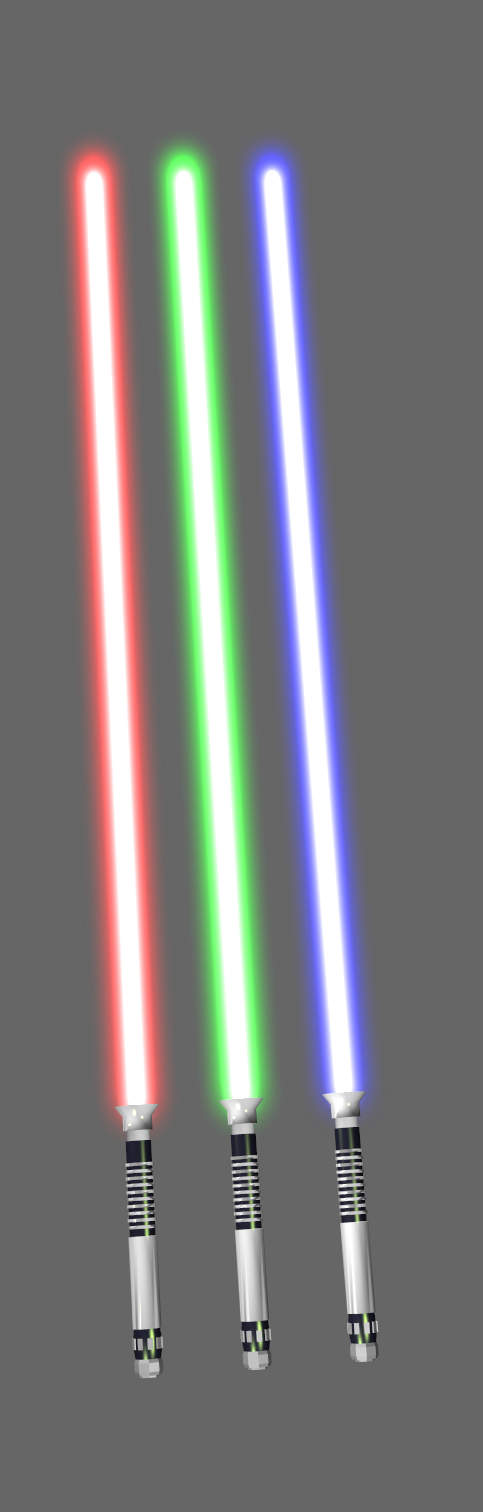
Verschillende kleuren lichtzwaarden

Lichtzwaarden komen in allerlei kleuren voor, afhankelijk van de Jedi die ze gebruiken. Veel voorkomende kleuren zijn rood, blauw en groen.

### Rood
De rode lichtzwaarden worden bijna alleen gebruikt door de gebruikers van de Duistere Kant.
- Darth Vader (Anakin als Sith) - gewoon lichtzwaard
- Darth Maul (Sith apprentice) - tweezijdig lichtzwaard
- Darth Sidious (Sith Lord) - gewoon lichtzwaard
- Graaf Dooku alias Darth Tyranus (Sith Lord) - lichtzwaard met gebogen handvat
- Darth Bane (Sith Lord) - gewoon lichtzwaard
- Darth Nihilus (Sith Lord) - gewoon lichtzwaard
- Darth Sion (Sith Lord) - gewoon lichtzwaard
- Darth Traya (Sith Lord) - gewoon lichtzwaard
- Darth Malak (Sith Lord) - gewoon lichtzwaard
- Darth Revan (Sith Lord) - gewoon lichtzwaard
- Asajj Ventress (Dark Jedi) - twee lichtzwaarden met gebogen handvat die ze, wanneer het haar uitkomt, in een tweezijdig lichtzwaard met krom handvat kan veranderen
- Desann (Dark Jedi) - gewoon lichtzwaard met een stekelknots onderaan
- Galen Marek/Starkiller (Dark Jedi later Jedi) - gewoon lichtzwaard/dual sabers
- Maris Brood (Dark Jedi) - twee Shoto lichtzwaarden
- Adi Gallia (Jedi) - gewoon lichtzwaard (voor de terugkeer van de Sith)
- Lumiya (Sith Lord) - lichtzweep
- Kaox Krul (Sith Lord) - gewoon lichtzwaard
- Darth Chinto (Sith Lord) - gewoon lichtzwaard en een Shoto lichtzwaard
- Jerec (Dark Jedi) - gewoon lichtzwaard
- Kylo Ren (Ben Solo als Knight of Ren) - gewoon lichtzwaard met twee extra lasers

### Blauw
De blauwe lichtzwaarden zijn symbool voor Jedi Knights, die zijn gespecialiseerd in een-op-eengevechten.
- Obi-Wan Kenobi (Jedi master) - gewoon lichtzwaard
- Anakin Skywalker (Jedi) - gewoon lichtzwaard
- Luke Skywalker (als Padawan) - gewoon lichtzwaard
- Generaal Grievous (Cyborg Generaal) - twee van de vier lichtzwaarden die hij stal
- Kyle Katarn (Jedi uit de Nieuwe Republic) - gewoon lichtzwaard
- Kavar (Jedi) - twee lichtzwaarden
- Aayla Secura (Jedi) - gewoon lichtzwaard
- Ki-Adi-Mundi (Jedi master) - gewoon lichtzwaard
- Even Piell (Jedi) - gewoon lichtzwaard
- Kento Marek (Jedi) - gewoon lichtzwaard
- Shaak Ti (Jedi master) - gewoon lichtzwaard
- Plo Koon (Jedi master) - gewoon lichtzwaard
- Agen Kolar (Jedi master) - gewoon lichtzwaard (met groen kristal)
- Adi Gallia (Jedi master) - gewoon lichtzwaard (na de terugkeer van de Sith)
- Kanan Jarrus (Jedi) - lichtzwaard dat in twee stukken kan worden opgeborgen
- Ezra Bridger (Jedi) - lichtzwaard met ingebouwde blaster
- Rey - oude lightsaber van Anakin en Luke

### Groen
De groene lichtzwaarden zijn symbool voor Jedi meesters.
- Anakin Skywalker (bij de Slag om Geonosis in zijn tijd als Padawan) - gewoon lichtzwaard
- Luke Skywalker (als Jedi) - zelfgemaakt lichtzwaard
- Generaal Grievous (Cyborg generaal ) - twee van de vier lichtzwaarden die hij stal
- Yoda (Jedi Master) - gewoon lichtzwaard (iets kleiner dan normale lichtzwaarden)
- Kit Fisto (Jedi Master) - gewoon lichtzwaard
- Qui-Gon Jinn (Jedi Master) - gewoon lichtzwaard
- Vrook Lamar (Jedi uit de Oude Republiek) - gewoon lichtzwaard
- Serra Keto (Jedi) - twee lichtzwaarden
- Maris Brood (Jedi Padawan) - twee Shoto lichtzwaarden
- Terra-Mith-Legann (Jedi) - twee lichtzwaarden
- Cin Drallig (Jedi Master) - gewoon lichtzwaard
- Luminara Unduli (jedi master) - gewoon lichtzwaard
- Saesee Tiin (Jedi Master) - gewoon lichtzwaard.
- Ahsoka Tano (Jedi Padawan) - gewoon lichtzwaard en later ook Groene Shoto
- Oppo Rancisis (Jedi Master) - gewoon lichtzwaard
- Eeth Koth (Jedi Master) - gewoon lichtzwaard
- Coleman Trebor (Jedi Master) - gewoon lichtzwaard
- Agen Kolar (Jedi master) - gewoon lichtzwaard (met blauw kristal)

### Andere kleuren
Voor de andere kleuren, waaronder paars en zilver (gebruikt door Jedi uit De Oude Republiek) is er geen vaste definitie.
Geel wordt door de jedi uit De Nieuwe Republiek als nieuwe kleur geïntroduceerd. Iemand met een oranje lichtzwaard is verbannen uit de Orde, en leeft dus meestal solitair.
- Mace Windu (Jedi) - Paars gewoon lichtzwaard
- Skyler Eraw (Jedi uit de Oude Republiek) - Paars lichtzwaard staf
- Bastila Shan (Jedi uit de Oude Republiek) - Geel tweezijdig lichtzwaard
- Zez-Kai Ell (Jedi uit de Oude Republiek) - Paars tweezijdig lichtzwaard
- Lowbacca (Jedi uit de Nieuwe Republic) - Brons gewoon lichtzwaard
- Mi-Arkesh (Jedi uit de Nieuwe Republic) - Geel tweezijdig lichtzwaard
- Kazdan Paratus (Jedi) - Geel tweezijdig lichtzwaard
- Yaddle (Jedi) - Oranje gewoon lichtzwaard
- Ki-Adi-Mundi - Paars gewoon lichtzwaard (als beschreven in het boek "De Dreiging van de Sith")
- Ahsoka Tano - Twee witte lightsabers na haar verbanning uit de Jedi-orde
- Pre Vizsla (Mandoloriaanse Death Watch - Zwart lichtzwaard (Darksaber)
- Jedi Tempel bewakers - Geel tweezijdig lichtzwaard
- Rey - Geel gewoon lichtzwaard

## Gebruikers
Lichtzwaarden worden voornamelijk gebruikt door Jedi en Sith. Het maakt deel uit van hun basisuitrusting. Het is een traditie en onderdeel van de training van de Jedi's om als Padawan hun lichtzwaard zelf te construeren. De reden dat vooral Jedi en Sith ermee vechten is omdat ze dankzij hun beheersing van De Kracht (The Force) beschikken over extra snelle reflexen en reacties, wat handig te combineren is met een lichtzwaard. Veel lichtzwaarden worden ook geactiveerd door de Force, en andere zijn te machtig voor gewoon volk.
Een echte Jedi pakt zijn lichtzwaard enkel als alle andere mogelijkheden van onderhandelen tot niets zullen leiden. Zijn duistere tegenhanger een Sith Lord, gebruikt zijn lichtzwaard echter offensief.
Sith Lords gebruiken hun lichtzwaard naar believen, en hebben een voorkeur voor een rode kleur lichtzwaard. Terwijl Jedi groene of blauwe lichtzwaarden gebruiken, afhankelijk van hun klasse. Paarse, gele of andere kleuren lichtzwaarden komen ook voor.
Het ontwerp van het handvat van elk lichtzwaard is een persoonlijk kenmerk voor de hanterend jedi.
Er zijn maar weinig personen zonder controle over De Kracht die goed met een lichtzwaard kunnen vechten. Een van de bekendste is Generaal Grievous.

## Kristallen
De energie in een lichtzwaard is afkomstig van een kristal dat zich in het handvat bevindt. Er bestaan echter een hoop krachtkristallen die het lichtzwaard andere eigenschappen geven:
- Adegan
- Rubat
- Ruusan
- Nextor
- Dragite
- Firkrann
- Phond
- Bondar
- Sigil
- Jenruax
- Kasha
- Opila
- Stygium
- Damind
- Sapith
- Pontite
- Upari
- Solari
- Kairburr
- Mantle of the force
- Heart of the Guardian
- Windu's Guile

## Gevechtsvormen
Lichtzwaarden worden gebruikt voor een groot aantal verschillende gevechtsvormen, meestal gebaseerd op traditionele Oosterse en Westerse zwaardvechttechnieken. De Jedi en Sith kennen zeven basisvormen:
Shii-ChoDe basisvorm en tevens de meest simpele vorm, die het eerst wordt geleerd aan jonge Jedi. Bijna alle Sith en Jedi gebruiken deze techniek.
MakashiEen techniek die al meer ervaring vereist. Bij deze vorm focust de gebruiker zich erop om met minimale inspanning te verdedigen en aan te vallen zodat zijn tegenstander zichzelf uitput. Deze techniek is vooral geschikt in gevechten tegen een tegenstander die ook een lichtzwaard gebruikt. Bekende gebruikers van deze techniek zijn Exile, Kas'im, Graaf Dooku/Darth Tyranus, Cin Drallig, en Generaal Grievous.
SoresuDeze techniek richt zich vooral op verdediging, en dan met name verdediging tegen vuurwapens. Wordt door veel Jedi gebruikt om schoten uit een vijandig wapen af te weren. Mace Windu noemde Obi-Wan Kenobi "The master of Soresu".
AtaruEen acrobatische vechtvorm waarbij het vooral om snelheid, springtalent en wendbaarheid gaat. Deze techniek vereist beheersing van de Kracht daar de gebruiker hiermee zijn natuurlijke vaardigheden kan versterken. De techniek is vooral offensief en heeft vrijwel geen verdediging. Yoda en Qui-Gon Jinn gebruiken deze techniek.
Shien / Djem SoCombineert de defensieve techniek van Soresu en zet die om in offensieve kracht. Met deze vorm worden vijandige aanvallen niet afgewend, maar teruggekaatst naar de bron. Luke Skywalker, Anakin Skywalker en Aayla Secura gebruiken deze techniek.
NimanEen diplomatieke vorm, gebruikt door vele Jedi toen Kanselier Palpatine aan de macht was. De meeste Jedi die deze vorm gebruikten sneuvelden tijdens de Battle of Geonosis.
Juyo / VaapadEen van de zeldzaamste gevechtsvormen. Deze techniek is grotendeels ontwikkeld door Mace Windu. Deze techniek werd door veel Jedi gezien als gevaarlijk daar de gebruiker de Duistere Kant van de Kracht aftast tijdens het gebruik ervan. Met deze techniek kon Mace Windu in zijn gevecht met Darth Sidious onder andere diens krachtbliksem naar hem terugkaatsen.